# Хамбо лама
Хамбо лама е  титлата на главата на регионалните организации на будистите в Бурятия след 18 век, в Тува и Алтай, а в периода 1949 – 2011 г. също и в Монголия. В Бурятия титлата звучи като Пандито Хамбо лама от санскритското пандит – „учен“; в Тува се нарича Камби Лама. Първоначално тази титла означава звание на будистки учен, лама от школата Гелуг (производно на тибетското „кемпо“), а по-късно настоятел на манастир, преди да приеме съвременния си смисъл. Аналогична титла например е Дже Кхенпо, която носи главата на будистите в Бутан.
Понастоящем 24-ти Хамбо лама на Бурятия е Дамба Бадмаевич Аюшеев,
5-и Камби Лама на Тува е Николай Бугажикович Куулар, а на Алтай Марген Ваилевич Шагаев. Най-известен е 12-ия Хамбо лама Даши Дорджо Итигелов, чието тяло остава неразрушено, над 85 години след смъртта му.